# V hlavě 2
V hlavě 2 (v originále Inside Out 2) je americký animovaný film studia Pixar Animation Studios z roku 2024. Navazuje na předchozí snímek V hlavě (2015).
Film měl premiéru 10. června 2024 v losangeleském divadle El Capitan a do kin ve Spojených státech byl uveden 14. června. Získal pozitivní recenze kritiků a celosvětově vydělal 1,628 miliardy dolarů, což z něj činí nejvýdělečnější film roku 2024. Měl třetí největší severoamerický otevírací víkend pro animovaný film a stal se animovaným filmem, který nejrychleji překonal hranici 1 miliardy dolarů. Po měsíci v distribuci překonal Ledové království II a stal se nejvýdělečnějším animovaným filmem všech dob, desátým nejvýdělečnějším filmem všech dob a nejvýdělečnějším filmem od Pixaru. Aby tvůrci znázornili realistické dospívání, konzultovali scénář se skutečným psychologem.

## Děj
Děj je situován do období asi dva roky po prvním díle. Riley má jít po prázdninách na střední školu, mezitím je ale pozvána na hokejový kemp, kde chce zkusit se probojovat do středoškolského hokejového týmu.
Ovšem v její hlavě začala puberta, a objeví se čtyři nové emoce (Úzkost, Stud, Závist a Nuda), přičemž Úzkost se snaží pomoci Riley během kempu a dočasně se jí podaří odstavit pětici původních emocí (Radost, Smutek, Nechuť, Strach a Vztek). Ty však vědí, že každá emoce je nutná…